# Панк-рок у Југославији
Панк рок у Југославији је била панк супкултура бивше Социјалистичке Федеративне Републике Југославије. Најразвијеније сцене широм федерације постојале су у Социјалистичкој Републици Словенији, на Јадранској обали Социјалистичке Републике Хрватске, у Социјалистичкој аутономној покрајини Војводини и Београду, главном граду Југославије и Социјалистичке Републике Србије. Неки од значајнијих дела су били: Панкрти, Параф, Пекиншка патка, КУД Идијоти, Ниет, Патарени и КБО!.

## Историја
Иако комунистичка земља, несврстана СФР Југославија није била део Источног блока и била је отворена за западне утицаје. Југословенска рок сцена била је добро развијена и медијски пропраћена. Панк сцена се појавила крајем 1970 -их, под утицајем првог таласа панк рок бендова из Уједињеног Краљевства и Сједињених Држава, попут Секс Пистолс, Клеш и Рамонес. Почела је да се развија и „уради сам“ пункзине сцена. Југословенски панк рок бендови први су основани у једној комунистичкој земљи.
Панк рок се проширио Југославијом у правцу северозапад-југоисток, налазећи своје прве присталице у: Љубљани, Ријеци, Загребу, Новом Саду и другим градовима. Први пунк рок бендови у земљи били су Панкрти из Љубљане и Параф из Ријеке, оба настала око 1977. године. Остали значајни чинови били су: Булдоги, Берлински Зид, Група 92, Проблеми, Термити и други. Међу овом генерацијом бендова било је и рано Прљаво казалиште, али су касније постали мејнстрим рок бенд. Ови уметници су представљени на компилацијском албуму "Нови Пунк Вал 78-80", који је саставио Игор Видмар. У међувремену, у Новом Саду се појавио запажени бенд Пекиншка патка.
Бендови из касних седамдесетих и раних осамдесетих из Београда укључивали су: Дефектно Ефектни, Урбана Герилу и Радничку Контролу. Значајни чланови ових бендова били су: Цане, који се касније истакао као вокал Партибрејкерса; Срђан Тодоровић, касније филмски глумац; и Владимир Арсенијевић, касније запажени писац. Ова генерација бендова уврштена је на компилацију "Артистичка Радна акција".
Електрични оргазам је такође био панк рок бенд у свом раном периоду, али је касније постао маинстреам рок. Током овог периода појавио се пункабили уметник Тони Монтано, прво као вокал бенда Радост Европе, али је касније постао соло уметник. Такође, у овом периоду се појавио панк писац Иван Глишић из Шапца.
Сматра се да је први панк бенд у Скопљу био Фол јазик, основан 1978. Остала значајна дела из Скопља су Бадмингтонс и Сарацени, оба предвођена Владимиром Петровским Картером. Басиста Сарацена Горан Трајкоски претходно је свирао са Климеом Коваческим у панк бенду Афективен набој из Струге. Касније су прешли на пост пунк и готхиц роцк и заједно основали бендове Падот на Византија и Анастасиа.
У Сарајеву су се појавили следећи бендови: Озбиљно питање (које се касније развило у маинстреам бенд Црвена Јабука), Шева (касније Бомбај Штампа коју води међународно признати глумац Бранко Ђурић) и култни бенд Забрањено пушење. Ови бендови формирали су пунк-инспирисан покрет "Њу примитивс".
Крајем 1970-их, неки панк бендови били су повезани са југословенском новоталасном сценом и означени су и као пунк рок и као нови талас. Током одређеног периода, термин новоталасна музика био је заменљив са пунком. Једна од најважнијих компилација југословенске ере новог таласа је "Пакет Аранжман".
Осамдесетих година појавио се стритпанк и Ои !, касније су уследили: хардкор панк и други поджанрови. Значајна хардкор панк дела током 1980 -их укључују: Ниет, У.Б.Р., Ћао пичке, Одпадки цивилизације, Тожибабе, III категорија, Стрес ДА, Епидемија и Куод Масакр (сви из Љубљане); С.О.Р. (из Идрије); Ц.З.Д. (Марибор); Блицкриг, З.Р.М., Патарени и Скол (Загреб); КУД Идијоти, Гола јаја, Беспосличари и Пасматери (сви из Пуле); Рукопотезно повлачило (Славонска Пожега); Дисиденти (Приједор) и Женевски Декрет (Мостар); Солунски фронт, Невоља, Некрофилија, Црист и Мргуди (сви из Београда); КБО! (Крагујевац); Наде из Инкубатора, Ђусепе Карабино, Марсељеза и Процесс (сви из Суботице); Инцест (Нови Бечеј); Напред У Прошлост (Банатско Ново Село); и Ои! или стреетпунк бендови Два минута мржње и Врисак генерације (оба из Новог Сада).
Значајан поп пунк бенд током 1980 -их био је Психомодо поп из Загреба, на који су Рамонес имали велики утицај.
Многи страни панк бендови свирали су у бившој Југославији крајем 1970-их и током 1980-их: Тхе Рутс, Сиоуксие анд тхе Бансхеес, УК Субс, Ангелиц Упстартс, Тхе Екплоитед, Цхаргед ГБХ, Тхе Анти-Новхере Леагуе, Дисцхарге, Иоутх Бригаде и Амебик. 1983. године Анти-Новхере Леагуе је објавила албум Ливе ин Иугославиа, док је Ангелиц Упстартс 1985. године издао албум са истим насловом уживо.

### Панк идеологија
Иако су југословенски панк музичари радили у једнопартијској држави, било им је дозвољено да у своје песме укључе друштвене коментаре, уз повремене случајеве цензуре. Анархо-панк и Стрејт еџ сцене су такође постојале, док су неки бендови били чисто нихилистички. Југословенски панк текстови често су укључивали друштвену и политичку критику, антиратне, антишовинистичке, антифашистичке, анти-ауторитарне и анархистичке поруке, што се одразило на имена бендова, као што су: Врисак Хирошиме (што значи: Плач Хирошима), Апатриди (лица без држављанства), Дисиденти (дисиденти), Патарени (Патаренес), Марселиеза (Ла Марсеиллаисе), Стрес Државнега Апарата (Стрес државног апарата), Систем Организиране Репресије (систем организоване репресије) итд. било је и много аполитичних радњи, чије су се песме бавиле личним темама, хумором, злоупотребом супстанци, сексом или само невином побуном младих.
Значајан скандал појавио се у комунистичкој Југославији када су власти 1981. ухапсиле нацистичког панкера и нацистичку скинхеад групу под називом Четрврти Рајх у Љубљани, иако су биле у великој мери нејасне, бенд је изведен пред суд, а његови чланови су затворени прије него што су имали прилику издати било какве снимке или свирати уживо, стога не остављајући никакво наслеђе. Једном их је одбио и угледни промотер и менаџер Панкрта,  Игор Видмар, који је одбио да их потпише јер се не одобрава њихов текст.
Иако се панк рок у Југославији толерисао, систем је на то гледао са сумњом. Власти су искористиле овај скандал као прилику да означе покрет као субверзиван и да неселективно прогоне све панкере и скинхедсе, иако је већина њих заправо била антифашистичка. Иронично, и Панкрти и КУД Идијоти имају одговарајуће обраде италијанске антифашистичке и комунистичке песме Бандиера Росса.
Скандал је довео до моралне панике. Реакција власти на панкере, означавајући их као "неоназе", достигла је врхунац током процесуирања Игора Видмара, који је ухапшен због ношења 
знака антинацистичких панкера Дед Кенедис - "значке са прецртаним кукастим крстом". Та антифашистичка значка погрешно је протумачена као "нацистичка провокација" и Видмар је притворен.
Након што је скандал изблиједио, југословенска панк сцена је наставила да постоји, иако са мање медијског извештавања. Док су прва генерација бендова као што су: Панкрти, Параф, Прљаво казалиште и Пекиншка патка били добро медијски експонирани, наступајући на јавним ТВ станицама и склапајући уговоре за велике издавачке куће као што су: Југотон, Сузи Рецордс и ЗКП РТЛ, бендови који су се појавили касније, суочили су се са проблемима и стекли углед само у андерграунд круговима.
Такође, неки медији су сматрали да је панк рок застарео, па су своју пажњу усмерили на друге жанрове, остављајући велики део нове панк генерације потцењеним или незапаженим. Ово мишљење делили су и неки музичари, па су, на пример, Параф и Пекиншка патка прешли у пост-панк, док су Прљаво казалиште и Електрични оргазам постали конвенционални рок бендови.
Крајем осамдесетих и почетком деведесетих дошло је до преласка на парламентарну демократију, која је донијела либерализацију у земљу, али и пораст екстремног национализма, који је претходно држао под контролом комунистички режим. Ови процеси су довели до распада СФР Југославије.
Упркос проблемима које је Игор Видмар својевремено имао са југословенским комунистичким системом, у интервјуу објављеном у посткомунистичком и постјугословенском периоду цитиран је: „Иронија је што је сада теже радити у овој либералној демократији , него у последњих 10 година комунизма СФРЈ “.

### Распад Југославије
Насилним распадом Југославије почетком деведесетих, њена панк рок сцена престала је да постоји. Његови бивши присталице заузели су различите ставове по том питању. Неки музичари су учествовали у антиратним, антинационалистичким и антифашистичким активностима и напали су их националисти у независним земљама насталим након распада Југославије. Неки музичари су присилно мобилисани и послати у рат, али други су прихватили националистичке ставове (по њиховом мишљењу, патриотске ставове) и добровољно су се придружили оружаним снагама, па чак и водили активну борбу.
Године 1992. супергрупа Римтутитуки са члановима Партибрејкерса, Електричног оргазама и Екатарине Велике издала је пацифистички сингл, али пошто им власти нису дозволиле да то промовишу свирком, наступиле су на приколици камиона која се возила улицама Београда, као њихова позорница. Српски музичар Бранислав Бабић Кебра из програма Урбана Герила и Обојени мобилисан је у војску и послат у рат у Хрватску, али је дезертирао уз помоћ свог хрватског пријатеља Горана Баре из групе Мајке. Компилација антиратних панк песама из 1993. године, "Преко зидова национализма и рата", укључивала је бендове из земаља бивше Југославије. После Десетодневног рата и повлачења Југословенске војске из Словеније, њене бивше касарне су биле сквотиране и основан Градски аутономни културни центар Метелкова. Метелкову су напали нацистички скинхеди јер су угостили панк рокере, анархисте, антирасисте, еколошке и лезбејске и геј активисте.
У Хрватској су се неки музичари придружили хрватским снагама. Значајан пример био је Ивица Чуљак, познатији као Сатан Панонски, панк певач, панк песник и боди уметник из Винковаца. Прије рата је био осуђеник оптужен за убиство (у самоодбрани) и провео је неколико година у менталним установама. Био је отворени противник национализма и био је отворено хомосексуалац, али је након почетка рата одлучио да се придружи хрватским снагама. Убијен је 27. јануара 1992. Пре рата био је близак пријатељ Ивана Глишића, панк писца из Србије. Неки музичари су такође наступали уживо на првим линијама фронта или снимали песме, попут "Хрватска мора побиједити" (Психомодо поп), што је подигло морал слабо наоружаних хрватских снага. Током овог периода, нарочито скинхедси и фудбалски хулигани изражавали су националистичке ставове.
Локалне панк сцене у независним земљама настале након распада Југославије наставиле су постојати, а неке од њих тешко су страдале током рата. Андерграунд музичка сцена се наставила, чак и у склоништима за вриеме опсаде Сарајева, а компилацијски албум "Рок под опсадом"(Радио Зид Сарајево, Стицхтинг Попмузиек Недерланд) објављен је 1995. године.
Након што су Словенија, Хрватска, Македонија и Босна и Херцеговина прогласиле независност, а СФР Југославија распуштена, успостављена је нова савезна држава која се састојала само од Србије и Црне Горе, названа "Савезна Република Југославија". Панк рок бендови у Савезној Републици Југославији укључивали су: Атеист рап, Ритам Нереда и Збогом Брус Ли из Новог Сада; Директори и Шахт из Београда; и Гоблини из Шапца.

### 2000-е и касније
Након завршетка рата и одласка националистичких вођа, попут Слободана Милошевића и Фрање Туђмана, бивши југословенски народи почели су нормализацију својих односа. Њихове музичке сцене сада би могле да поврате некадашњу сарадњу. Анти-Новхере Леагуе поново је дошла на тло бивше Југославије (у Хрватској) и објавила њихов ливе албум, "Ретурн то Иугославиа". 2003. Игор Мирковић из Хрватске снимио је рокументарни филм "Сретно дијете", назван по пјесми Прљавог казалишта. Филм покрива ранојугословенску пунк и новоталасну сцену са уметницима из Загреба, Љубљане и Београда. Инспирисан "Сретним дјететом", рокументарни филм "Било једном ..." настао је 2006. године, а садржи новосадске панк-рокере који су били активни током прве половине деведесетих.
Актуелна запажена дела у земљама бивше Југославије су: Ниет, Сцуффи Догс, Активна Пропаганда, ГУБ, Перо Ловшин (раније Панкрти), Голливог, Ин-Сане, Кресхесх Непитасх, Но Лимитс, сви из Словеније; Хладно пиво, Паси, КУД Идијоти, Лет 3 (са бившим чланом Термитија Дамиром Мартиновићем Мрлеом), Кавасаки 3П, Фат Президент, Глувоћа од буке, Оверфлов, ФОБ, Но Море Идолс, Хрен, Лоботомија, Бркови, Група твог живота, ФНЦ Диверзант, Титов Бојс и Гужва у 16ерцу из Хрватске; Суперхикс, Тво Сидес, Новиот Поцхеток и Денни Те Цхува из Републике Македоније; Ред Унион, Збогом Брус Ли, Атхеист Рап, Сик Пацк, Вок Попули, СМФ, БОЛ, Ритам Нереда, Шахт, Мики Пирс, Биртија, Прилично Празни, КБО !, Потрес, Гаврило Принцип, Звонцекова Биљежница, Митесерс, Погон БГД, Хитман , Нор, Цонцрете Вормс, Рингишпил, Тхе Баионетс, Тхе Бомбер из Србије и остали..

### Поновно окупљење
Панкрти су 1. децембра 2007. године свирали концерт за поновно окупљање у дворани Тиволи у Љубљани, Словенија, као прославу своје 30. годишњице. Они су такође путовали по деловима бивше Југославије са новим гитаристом, Иваном Кралом, који је раније свирао са Патти Смитх, Блондие и Игги Попом. У међувремену, у Скопљу, Република Македонија, група Бадмингтонс се реформисала, а њихова музика је укључена у музику за играни филм Превртено (Наопако), у режији Игора Иванова Изија. На Егзит фестивалу у Новом Саду 13. јула 2008, Пекиншка Патка је одсвирала концерт за поновно окупљање, делијући сцену са Сек Пистолс-има, који су касније те вечери свирали.

## Повезани филмови
- Дечко који обећава
- Сретно дијете
- Аутсајдер
- Било једном...
- Пејзажи у магли
- Како је пропао рокенрол

## Извор
- https://www.bbc.com/serbian/cyr/balkan-50795461

- http://www.solidarnost.rs/kultura/nije-punk-bio-nikakav-simptom-dezintegracije-punk-je-bio-muzika-nastanak-jugoslovenske-pank-scene/ Архивирано на веб-сајту  (8. октобар 2021)
- https://www.bbc.com/serbian/cyr/balkan-56078224